# ATPAF1
ATPAF1‏ (ATP synthase mitochondrial F1 complex assembly factor 1) هوَ بروتين يُشَفر بواسطة جين ATPAF1 في الإنسان.